# 1868年德意志關稅同盟議會選舉

選舉地圖

1868年2月和3月舉行了德意志關稅同盟議會選舉。該議會由北德意志邦聯的國會議員和南德各州的議員組成。那些南德成員是在這些選舉中當選的，北德人是前一年當選的國會議員。總共有85名南德人當選：48人來自巴伐利亞，14人來自巴登，6人來自黑森-達姆施塔特（此外還有上黑森的3名國會議員），以及17人來自符騰堡。大多數南德議會議員都是反普魯士地區主義者。選舉結果並沒有鼓勵俾斯麥利用關稅同盟議會作為德國政治統一的工具。